# 추모재 (군산시)
추모재는 전북특별자치도 군산시 옥구읍 오곡리에 있는 서당 건축물이다. 2003년 12월 20일 군산시의 향토문화유산 제1호로 지정되었다.

## 개요
일반가옥에서 분리된 독립된 서당 건물로, 전윤성 선생이 후손들의 교육을 건립한 담양 전씨(도정공파) 자손들의 교육장소이다.